# Campeonato Capixaba de Futebol - Série B
O Campeonato Capixaba de Futebol - Série B, anteriormente denominado Campeonato Capixaba da Segunda Divisão, é a divisão de acesso ao Campeonato Capixaba de Futebol, o campeonato estadual do Espírito Santo.
O registro mais antigo dessa competição data do ano de 1985, quando a Tribuna do Cricaré - jornal do município de São Mateus - lançou matéria sobre a Associação Atlética São Mateus afirmando que o clube disputara os campeonatos de 1979 até 1982.

## Edições
Essas são as edições da Segunda divisão das quais se possui registro:
| Edição | Ano  | Campeão                                        | Vice-campeão                               |
| ------ | ---- | ---------------------------------------------- | ------------------------------------------ |
| 1ª     | 1917 | Campos Salles Football Club (Vila Velha)       |                                            |
| 2ª     | 1918 | Floriano Foot-ball Club (Vitória)              |                                            |
| 3ª     | 1919 | Tiradentes Football Club (Vitória)             |                                            |
| ?      | 1936 | Centenário (Vitória)                           | Portugal Foot-ball Club (Vitória)          |
| ?      | 1937 | Portugal Foot-ball Club (Vitória)              |                                            |
| ?      | 1952 | Botafogo F. Clube (Vitória)                    | Estrelinha F.C.                            |
| ?      | 1953 | Ferroviário Sport Club (Vitória)               | Cruzeiro (Vitória)                         |
| ?      | 1954 | Ferroviário Sport Club (Vitória)               | Santa Cruz Futebol Clube (Vitória)         |
| ?      | 1956 | Ferroviário Sport Club (Vitória)               | 20 de Novembro Esporte Clube (Vila Velha)  |
| ?      | 1957 | Atlético Esporte Clube (Vila Velha)            | Santa Cruz Futebol Clube (Vitória)         |
| ?      | 1958 | União (Vitória)                                |                                            |
| ?      | 1959 | Jabaquara Futebol Clube (Vitória)              |                                            |
| ?      | 1961 | Recreio Futebol Clube (Vitória)                | Corinthians (Vila Velha)                   |
| ?      | 1987 | São Mateus (São Mateus)                        | Santo Antônio (Vitória)                    |
| ?      | 1988 | Castelo (Castelo)                              | Muniz Freire (Muniz Freire)                |
| ?      | 1989 | Muniz Freire (Muniz Freire)                    | Rio Pardo (Iúna)                           |
| ?      | 1990 | Sauassu (Aracruz)[ARA]                         | Comercial de Muqui (Muqui)                 |
| ?      | 1991 | Ipiranga (Afonso Cláudio)                      | Santos (Barra de São Francisco)            |
| ?      | 1992 | AA Nova Venécia (Nova Venécia)                 | Comercial de Alegre (Alegre)               |
| ?      | 1993 | Rio Branco VN (Venda Nova do Imigrante)        | Mariano (Aracruz)                          |
| ?      | 1994 | Mimosense (Mimoso do Sul)                      | Matheense (São Mateus)                     |
| ?      | 1995 | Capixaba (Guaçuí)                              | Canário (Pedro Canário)                    |
| ?      | 1996 | Estrela do Norte (Cachoeiro de Itapemirim)     | Capixaba (Guaçuí)                          |
| ?      | 1997 | Serra (Serra)                                  | Mimosense (Mimoso do Sul)                  |
| ?      | 1998 | São Gabriel (São Gabriel da Palha)             | Nacional (Itaguaçu)                        |
| ?      | 1999 | Estrela do Norte (Cachoeiro de Itapemirim)     | Riachuelo (Aracruz)                        |
| ?      | 2000 | Cachoeiro (Cachoeiro de Itapemirim)            | Alegrense (Alegre)                         |
| ?      | 2001 | Tupy (Vila Velha)                              | Veneciano (Nova Venécia)                   |
| ?      | 2002 | CTE Colatina (Colatina)                        | Vitória-ES (Vitória)                       |
| ?      | 2003 | Vilavelhense (Vila Velha)                      | Desportiva Ferroviária (Cariacica)         |
| ?      | 2004 | Estrela de Cachoeiro (Cachoeiro de Itapemirim) | AA Nova Venécia (Nova Venécia)             |
| ?      | 2005 | Rio Branco-ES (Vitória)                        | Linhares (Linhares)                        |
| ?      | 2006 | Atlético Colatinense (Colatina)                | Pinheiros-ES (Pinheiros)                   |
| ?      | 2007 | Desportiva Ferroviária (Cariacica)             | Rio Bananal (Rio Bananal)                  |
| ?      | 2008 | São Mateus (São Mateus)                        | Grêmio Laranjeiras (Serra)                 |
| ?      | 2009 | Vitória-ES (Vitória)                           | Espírito Santo (Anchieta)                  |
| ?      | 2010 | Aracruz (Aracruz)                              | Estrela do Norte (Cachoeiro de Itapemirim) |
| ?      | 2011 | Botafogo (Jaguaré)                             | Real Noroeste (Águia Branca)               |
| ?      | 2012 | Desportiva Ferroviária (Cariacica)             | Estrela do Norte (Cachoeiro de Itapemirim) |
| ?      | 2013 | Colatina (Colatina)                            | Castelo (Castelo)                          |
| ?      | 2014 | Sport Capixaba (Domingos Martins)              | Atlético Itapemirim (Itapemirim)           |
| ?      | 2015 | Espírito Santo (Vitória)                       | Doze (Vitória)                             |
| ?      | 2016 | Vitória-ES (Vitória)                           | Tupy (Vila Velha)                          |
| ?      | 2017 | Serra (Serra)                                  | Rio Branco VN (Venda Nova do Imigrante)    |
| ?      | 2018 | Rio Branco-ES (Vitória)                        | Estrela do Norte (Cachoeiro de Itapemirim) |
| ?      | 2019 | São Mateus (São Mateus)                        | Linhares (Linhares)                        |
| ?      | 2020 | Vilavelhense (Vila Velha)                      | Pinheiros-ES (Pinheiros)                   |
| ?      | 2021 | Nova Venécia (Nova Venécia)                    | CTE Colatina (Colatina)                    |
| ?      | 2022 | Atlético Itapemirim (Itapemirim)               | Porto Vitória (Vitória)                    |
| ?      | 2023 | Jaguaré (Jaguaré)                              | Rio Branco VN (Venda Nova do Imigrante)    |
| ?      | 2024 | Capixaba (Vila Velha)                          | Vilavelhense (Vila Velha)                  |

- ARA. ^ O Esporte Clube Sauassu mudou de nome para Esporte Clube Aracruz.

## Títulos

### Por equipe
| Clube                  | Cidade                  | Títulos               | Vice                  |
| ---------------------- | ----------------------- | --------------------- | --------------------- |
| Ferroviário            | Vitória                 | 3 (1953, 1954 e 1956) | 0                     |
| São Mateus             | São Mateus              | 3 (1987, 2008 e 2019) | 0                     |
| Estrela do Norte       | Cachoeiro de Itapemirim | 2 (1996 e 1999)       | 3 (2010, 2012 e 2018) |
| Desportiva Ferroviária | Cariacica               | 2 (2007 e 2012)       | 1 (2003)              |
| Vitória-ES             | Vitória                 | 2 (2009 e 2016)       | 1 (2002)              |
| Vilavelhense           | Vila Velha              | 2 (2003 e 2020)       | 1 (2024)              |
| Capixaba               | Vila Velha              | 2 (1995 e 2024)       | 1 (1996)              |
| Aracruz                | Aracruz                 | 2 (1990 e 2010)       | 0                     |
| Rio Branco-ES          | Vitória                 | 2 (2005 e 2018)       | 0                     |
| Serra                  | Serra                   | 2 (1997 e 2017)       | 0                     |
| Rio Branco VN          | Venda Nova do Imigrante | 1 (1993)              | 2 (2017 e 2023)       |
| Portugal               | Vitória                 | 1 (1937)              | 1 (1936)              |
| Castelo                | Castelo                 | 1 (1988)              | 1 (2013)              |
| Muniz Freire           | Muniz Freire            | 1 (1989)              | 1 (1988)              |
| AA Nova Venécia        | Nova Venécia            | 1 (1992)              | 1 (2004)              |
| Mimosense              | Mimoso do Sul           | 1 (1994)              | 1 (1997)              |
| Tupy                   | Vila Velha              | 1 (2001)              | 1 (2016)              |
| CTE Colatina           | Colatina                | 1 (2002)              | 1 (2021)              |
| Espírito Santo         | Vitória                 | 1 (2015)              | 1 (2009)              |
| Atlético Itapemirim    | Itapemirim              | 1 (2022)              | 1 (2014)              |
| Campos Salles          | Vila Velha              | 1 (1917)              | 0                     |
| Floriano               | Vitória                 | 1 (1918)              | 0                     |
| Tiradentes             | Vitória                 | 1 (1919)              | 0                     |
| Centenário             | Vitória                 | 1 (1936)              | 0                     |
| Botafogo               | Vitória                 | 1 (1952)              | 0                     |
| Atlético               | Vila Velha              | 1 (1957)              | 0                     |
| União                  | Vitória                 | 1 (1958)              | 0                     |
| Jabaquara              | Vitória                 | 1 (1959)              | 0                     |
| Recreio                | Vitória                 | 1 (1961)              | 0                     |
| Ipiranga               | Afonso Cláudio          | 1 (1991)              | 0                     |
| São Gabriel            | São Gabriel da Palha    | 1 (1998)              | 0                     |
| Cachoeiro              | Cachoeiro de Itapemirim | 1 (2000)              | 0                     |
| Estrela de Cachoeiro   | Cachoeiro de Itapemirim | 1 (2004)              | 0                     |
| Atlético Colatinense   | Colatina                | 1 (2006)              | 0                     |
| Botafogo               | Jaguaré                 | 1 (2011)              | 0                     |
| Colatina               | Colatina                | 1 (2013)              | 0                     |
| Sport-ES               | Domingos Martins        | 1 (2014)              | 0                     |
| Nova Venécia           | Nova Venécia            | 1 (2021)              | 0                     |
| Jaguaré                | Jaguaré                 | 1 (2023)              | 0                     |
| Santa Cruz             | Vitória                 | 0                     | 2 (1954 e 1957)       |
| Linhares               | Linhares                | 0                     | 2 (2005 e 2019)       |
| Pinheiros              | Pinheiros               | 0                     | 2 (2006 e 2020)       |
| Estrelinha             |                         | 0                     | 1 (1952)              |
| Cruzeiro               | Vitória                 | 0                     | 1 (1953)              |
| 20 de Novembro         | Vila Velha              | 0                     | 1 (1956)              |
| Corinthians            | Vila Velha              | 0                     | 1 (1961)              |
| Santo Antônio          | Vitória                 | 0                     | 1 (1987)              |
| Rio Pardo              | Iúna                    | 0                     | 1 (1989)              |
| Comercial de Muqui     | Muqui                   | 0                     | 1 (1990)              |
| Santos                 | Barra de São Francisco  | 0                     | 1 (1991)              |
| Comercial de Alegre    | Alegre                  | 0                     | 1 (1992)              |
| Mariano                | Aracruz                 | 0                     | 1 (1993)              |
| Matheense              | São Mateus              | 0                     | 1 (1994)              |
| Canário                | Pedro Canário           | 0                     | 1 (1995)              |
| Capixaba               | Guaçuí                  | 0                     | 1 (1996)              |
| Nacional               | Itaguaçu                | 0                     | 1 (1998)              |
| Riachuelo              | Aracruz                 | 0                     | 1 (1999)              |
| Alegrense              | Alegre                  | 0                     | 1 (2000)              |
| Veneciano              | Nova Venécia            | 0                     | 1 (2001)              |
| Rio Bananal            | Rio Bananal             | 0                     | 1 (2007)              |
| Grêmio Laranjeiras     | Serra                   | 0                     | 1 (2008)              |
| Real Noroeste          | Águia Branca            | 0                     | 1 (2011)              |
| Doze                   | Vitória                 | 0                     | 1 (2015)              |
| Porto Vitória          | Vitória                 | 0                     | 1 (2022)              |

### Por cidade
Região Metropolitana de Vitória (27)
| Cidade     | Títulos | Clubes |
| ---------- | ------- | --- |
| Vitória    | 16      | Ferroviário (3), Vitória-ES (2), Rio Branco-ES (2), Botafogo (1), Centenário (1), Espírito Santo (1), Floriano (1), Jabaquara (1), Portugal (1), Recreio (1), Tiradentes (1) e União (1) |
| Vila Velha | 7       | Vilavelhense (2), Capixaba (2), Atlético (1), Campos Salles (1) e Tupy (1) |
| Cariacica  | 2       | Desportiva Ferroviária |
| Serra      | 2       | Serra |

Interior (25)
| Cidade                  | Títulos | Clubes                                                         |
| ----------------------- | ------- | -------------------------------------------------------------- |
| Cachoeiro de Itapemirim | 4       | Estrela do Norte (2), Cachoeiro (1) e Estrela de Cachoeiro (1) |
| Colatina                | 3       | Atlético Colatinense (1), Colatina (1) e CTE Colatina (1)      |
| São Mateus              | 3       | São Mateus                                                     |
| Aracruz                 | 2       | Aracruz                                                        |
| Jaguaré                 | 2       | Botafogo (1), Jaguaré (1)                                      |
| Nova Venécia            | 2       | AA Nova Venécia (1), Nova Venécia (1)                          |
| Afonso Cláudio          | 1       | Ipiranga                                                       |
| Castelo                 | 1       | Castelo                                                        |
| Domingos Martins        | 1       | Sport Capixaba                                                 |
| Guaçuí                  | 1       | Capixaba                                                       |
| Itapemirim              | 1       | Atlético Itapemirim                                            |
| Mimoso do Sul           | 1       | Mimosense                                                      |
| Muniz Freire            | 1       | Muniz Freire                                                   |
| São Gabriel da Palha    | 1       | São Gabriel                                                    |
| Venda Nova do Imigrante | 1       | Rio Branco VN                                                  |